# 亚舍拉
亚舍拉（Asherah、Athirat、Ashirat，又称作阿瑟拉或阿西拉特）是古代闪米特宗教所崇拜的一位迦南神话中的女神，并出现在许多古代资料中。她是最高神埃爾的妻子，因此她又是人类之母、众神之母、万物之主宰。同时她还主宰海洋，是大海的女王。
她在阿卡德人的文献中以阿西拉图 Ašratu(m)的名字出现，在赫梯人的文献中以阿瑟尔图 Aserdu(s)或Asertu(s)的名字出现。亚舍拉通常被认为与乌加里特女神ʾAṯiratu等同。

## 意义和作用
亚舍拉被认为是苏美尔神安努或埃爾的配偶，他们在各自的神系中是最为古老的神。这个定位使她在乌加里特神系中拥有同样高的地位。《申命記》第12章中，上帝耶和华命令摧毁她的神殿，以保持以色列人对祂纯洁的崇拜。狄俄涅（Dione）这个名字，就像ʾElat的意思是“女神”，显然与桑楚尼亚松的《腓尼基历史》中的亚舍拉有关，因为她在乌加里特时也被冠以“卓越女神”(ʾElat)的称号。耶利米书大约写于公元前628年，当耶利米书的第7章16-18节和耶利米书第44章17-19节中使用“天后”这个称号时，可能“天后”指的就是亚舍拉。
腓尼基人所崇拜的亚舍拉与亞斯她錄以及对她的崇拜有着密切的关系，并且亞斯她錄可能才是该女神的名字，而亚舍拉只是木头做的女神偶像或是象征物的名字。

## 东方闪米特文献记载
公元前1200年以前的乌加里特几乎总是将她的全名写为rbtʾaṯrt ym（或rbtʾaṯrt）。这个短语仅在巴力史诗中就出现了12次。rbt最常被称为rabītu，学者有时也使用rabat和rabīti，显然源自于阿卡德人，rabītu的意思是“（伟大的）女主宰”。她出现在她的儿子海神雅姆与巴力的斗争中。在英文翻译中，雅姆被认为是“海神”，这在某种程度上是不正确的，因为雅姆（希伯来语：יָם）是一个常见的西方闪米特语词根，字面意思是“海洋”。因此，人们可以将雅姆理解为海洋本身，或者是海洋的神格化，而不是一个掌管海洋的神。亚舍拉（Athirat）这个名字可以被解释为“海洋的女主宰”，或者是“在大海上行走的她”，甚至是“伟大的踏海的贵妇人”。2010年，一位学者提出，亚舍拉（Athirat）这个名字可能源自一种被动分词形式，指的是“紧随其后的是（众神）”，也就是说她也是“生殖和起源的女性”，这与亚舍拉在乌加里特文学中“众神之母”的形象相符。
某些翻译者和评论家推测亚舍拉（Athirat）的名字来自于乌加里特语的词根ʾaṯr，“stride”，是希伯来语的词根ʾšr的同源词，意思相同。她的名字的另一种解释已经被提出，以遵循这个推测的词源，如“踩在海龙上的她”，或“踩在泰尔上的她”，前者似乎是试图赋予乌加里特文献一种对抗混乱的斗争。
亚舍拉（Athirat）的另一个主要绰号是qnytʾilm，它可以被翻译为“神的创造者”。在那些文献中，亚舍拉是埃爾的配偶神；其中还提到亚舍拉有70个儿子，大概和埃爾的70个儿子一样。在赫梯人的说法中，这位女神以Asherdu(s)或Asertu(s)的身份出现，是埃尔库尼撒（“地球的创造者”）的配偶神，还是77或88个儿子的母亲。在阿马尔奈文书中，有一个亚摩利人的国王名叫亚比迪-亚舍塔，意思是“亚舍拉的仆人”。
在阿卡德文献中，亚舍拉（Athirat）又以Ashirat的名字出现；虽然她在神系中的具体定位尚不清楚；但作为一个独立的女神，安图被认为是天帝安努的妻子。相反，阿斯塔蒂被认为与美索不达米亚的女神伊丝塔有关，伊丝塔有时被描绘成安努的女儿，而在乌加里特神话中，阿斯塔蒂是埃爾的女儿之一，埃爾在西方闪米特对应的神就是安努。
亚舍拉在乌加里特关于巴力的神话中是个重要的角色，她帮助巴力说服埃爾，允许为他建造新屋（神庙）。巴力死后，阿纳特指责亚舍拉对他不友好，于是在亚舍拉的坚持下，埃爾把统治世界的权力交给了阿斯塔蒂。根据赫梯文献记载，阿瑟尔图（Asertu）企图勾引巴力，于是巴力请示埃爾，在得到同意后巴力满足了阿瑟尔图的要求，同时又侮辱了她。因此，阿瑟尔图和巴力彼此产生敌对。
根据亚述游牧的阿摩利人的神话观念，阿什拉图（Ashratu）是玛尔图（Martu）/阿穆鲁（Amurru）的妻子。而在也门神话中她又成为了阿姆的妻子，可能是最高女神、众神之母。亚舍拉在卡塔班王国也受到崇拜，而且她也出现在亚述或巴比伦神话中。亚舍拉大概是太阳女神的化身之一，她的别名是“对一切都好的”，在献给她的祭品中，生殖器崇拜物占有重要地位。

## 在埃及的来源
从埃及第十八王朝开始，闪米特女神奎特什（意思为“神圣的”，有时又被称为Qudshu）占据了主要的位置。在那个朝代之前，占领者被驱逐出了第二中间时期。有些人开始认为奎特什就是亚舍拉（Athirat）/阿什拉图（Ashratu），用的是她在乌加里特的名字。这个奎特什似乎既不是亚舍拉也不是阿纳特，因为这两位女神都以自己的名字出现，并且有着完全不同的形象，但至少在一幅石碑画像中被称为“Qudshu-Astarte-Anat（奎特什-阿斯塔蒂-阿纳特）”，组成三相女神（三位一体女神），恰如其分地将石碑命名为“三女神之石”。
然而，在埃及的波斯、希腊和罗马时期，对女神有一种强烈的融合倾向，而亚舍拉（Athirat）/阿什拉图姆（Ashratum）似乎已经消失了，但至少她已经是一个有名的女神。